# Віленське бароко

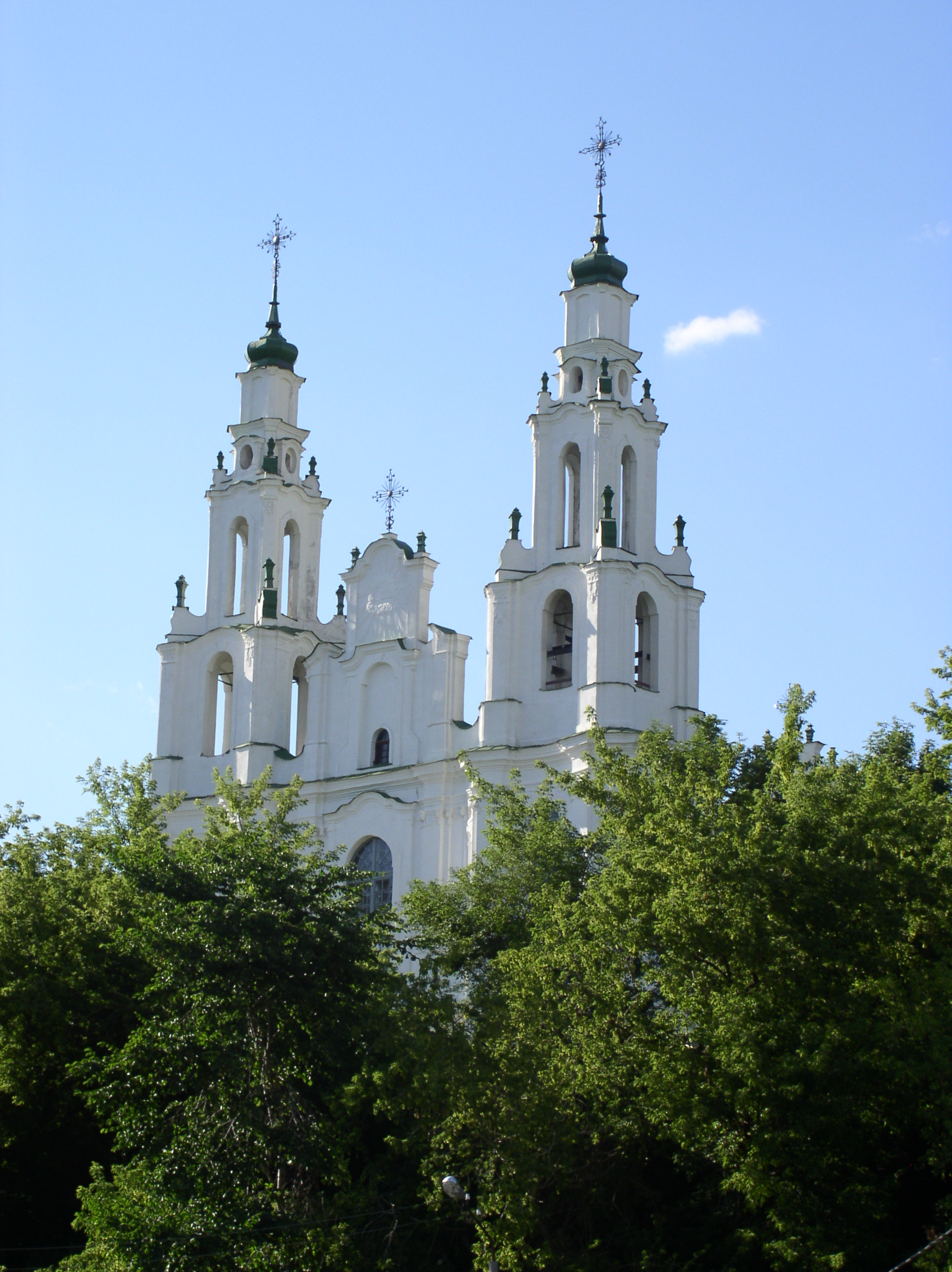
Арх. Глаубіц. Собор в Полоцьку. Білорусь

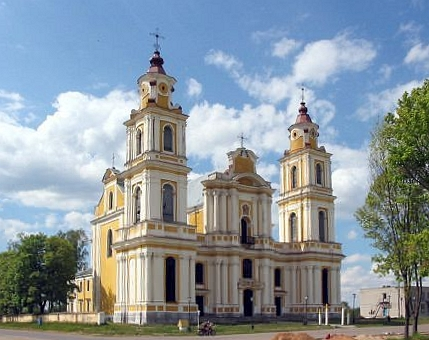
Будслав, костел Вознесіння Пресвятої Богородиці, Мінська обл.

Віле́нське баро́ко (біл. Віленскае барока) — наукова назва пізнього періоду  бароко в сакральній архітектурі місцевих центрів Литви, Білорусі, Західної України, що припало на середину XVIII століття. Споруди віленського бароко стали помітним явищем мистецтва, що вдало поєднує місцеві архітектурні традиції з надбанням західноєвропейського бароко.

## Історія

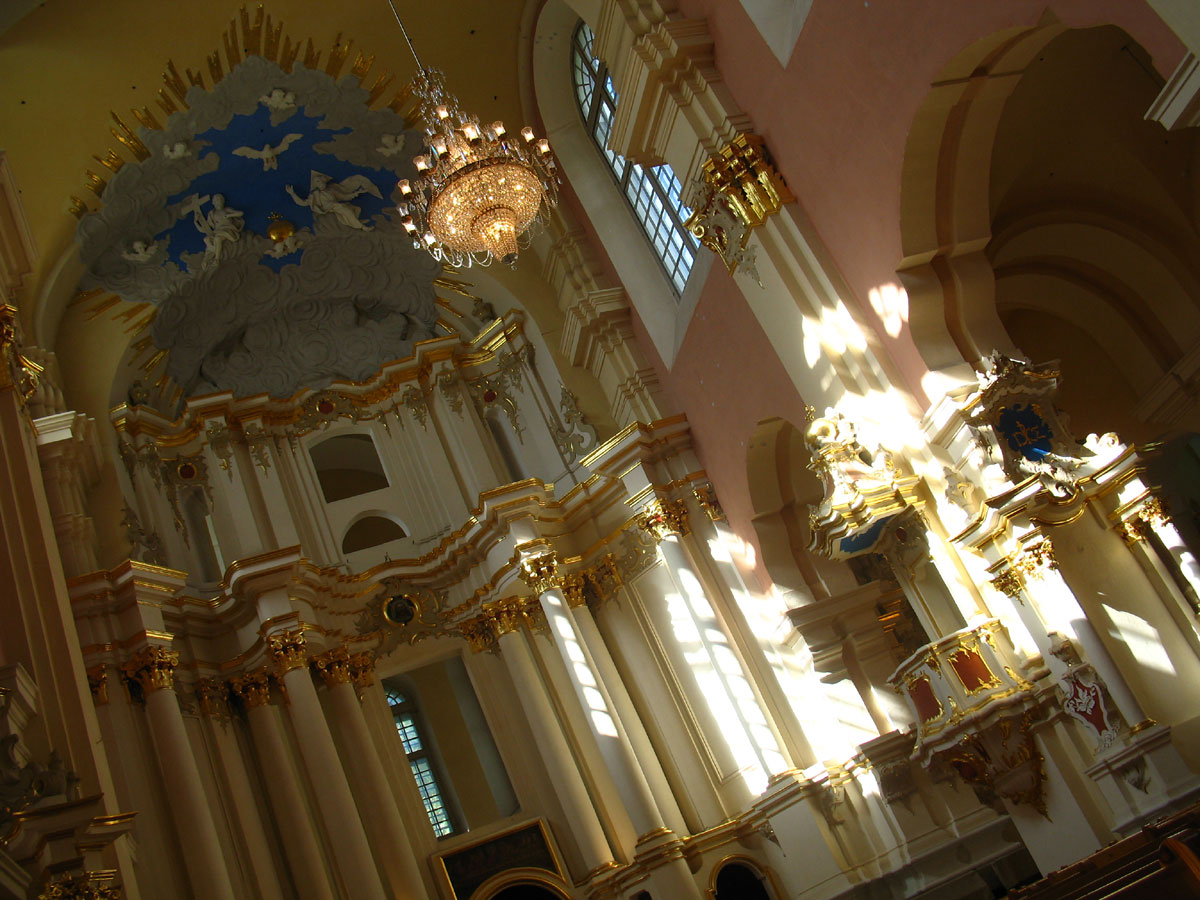
Софійський собор Полоцька після перебудов архітектора Йогана Глаубіца, вівтар. Реставрація 20 ст.

Виникнення віленського бароко пов'язують з двома постатями — архієпископом Флоріаном Гребницьким та архітектором Йоганом-Кристофом Ґлаубіцем (*1700?—†1767). Полоцький греко-католицький архієпископ (пізніше — митрополит) Флоріан Гребницький (*1683—†1762) власним коштом в середині XVIII століття перебудував декілька значущих храмів власної єпархії: серед них — Катедральний собор в Вільні (нині це Вільнюс) і церква Святого Миколая там же. Саме Флоріану Гребницькому належить честь відбудови з руїн висадженого в повітря давньоруського Софійського собору в Полоцьку, підірваного вояками за наказом Александра Меншикова 1710 року під час Великої Північної війни. Найбільше поширення нова стилістика мала на землях, що належать зараз трьом різним державам через штучно перероблені кордони після Другої світової війни 1939-1945 рр. Пам'ятки віленського бароко розташовані нині в Литві, Білорусі і Україні в єпархіях, що належали Виленській римо-католицькій єпархії та уніатській церкві Литовського князівства. Звідси друга, неофіційна назва стилю — уніатське бароко.
Перебудови чи побудову наново здійснювала низка місцевих та закордонних майстрів, серед яких Йоган-Кристоф Глаубіц , Ян Готфрід Гофман, Олександр Осікевич, Якуб Фонтана та декілька місцевих будівничих. Віленське бароко компромісно чи гармонійно поєднало місцеві національні традиції з запозиченими формами пізнього західноєвропейського бароко. Саме тому архітектура віленського бароко має чимало місцевих, індивідуальних зразків, що лише поверхнево, зовнішньо нагадують зразки єзуїтського бароко, розповсюдженого в XVII–XVIII ст. Сакральні споруди віленського бароко позбавлені спрощеності і важкості соборів раннього бароко, отримали легкість, ажурність веж, хвилястість, підвищену пластичність головних фасадів і ярусних веж. Практично кожна пам'ятка віленського бароко мала важливе містобудівне значення, де б не була побудована, хоч в столиці, хоч в провінції — хоч в західноукраїнському Бучачі, хоч в сільських районах Білорусі (Смаляни, Білорусь, костел Найсвятішої Панни Марії, Талачин, Білорусь, церква Покрови).
Найкращим зразком віленського бароко визнавали Петропавлівську церкву в Березвеччі — це тринавна двовежева базиліка, поширена серед сакральних споруд віленського бароко; зусиллями архітектора отримала незвичний, сміливий архітектурний образ. Храм був значно пошкоджений під час Німецько-радянської війни і був остаточно знищений у 1960-ті рр., коли в СРСР започаткували нову, державну кампанію знищення церковних споруд. До довершених зразків виленського бароко також відносять греко-католицьку церкву в Борунах, котру створили під керівництвом та за проектом ченця-архітектора цього монастиря Олександра Осікевича.
У невеликій кількості стилістику віленського бароко використали і при побудові господарських чи світських споруд (барокова брама монастиря василіан Св. Трійці та палац Олізарів у Вільно, палац Сангушків в Заславі).

## Відомі зразки (неповний перелік)
- Костел Святого духа, Вільне

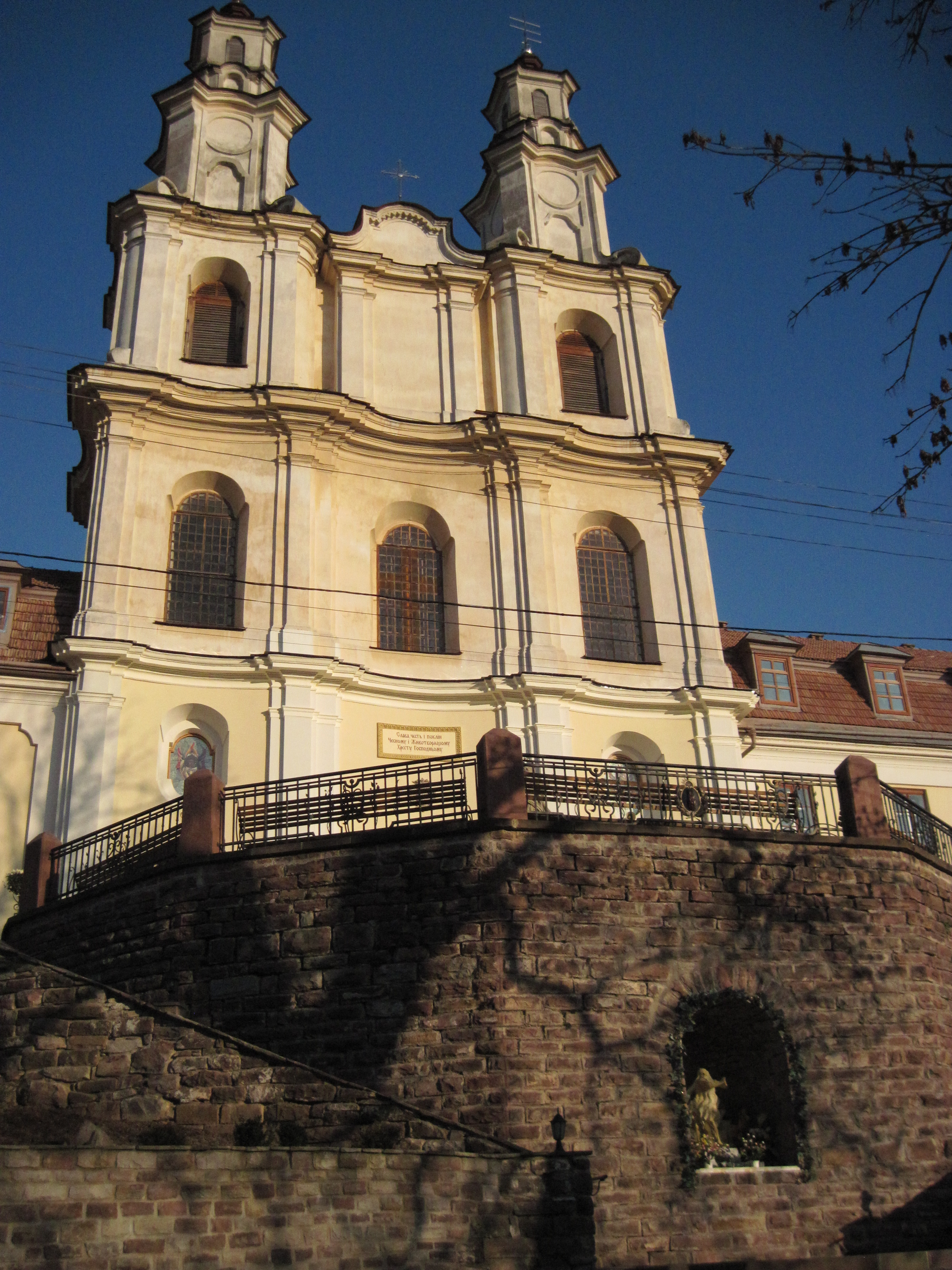
Хрестовоздвиженська церква і монастир оо. василіян, Бучач, Тернопільська область, Україна

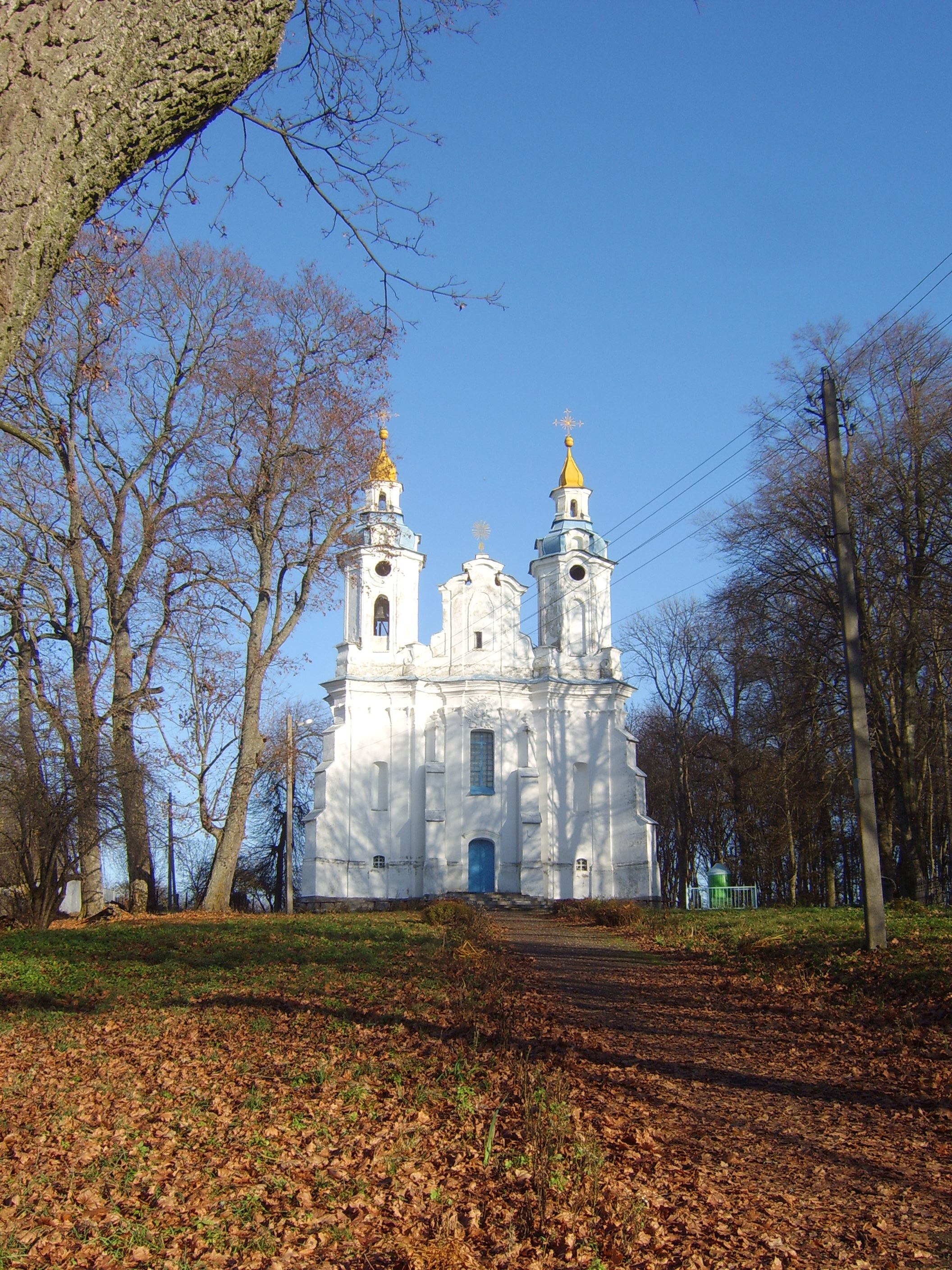
Вольна, Барановицький район, церква Святої Трійці.

- Костел Святої Катерини, Вільнюс (1739—1743)
- Церква Святої Трійці, Вільнюс, з 1748 року належала оо. василіянам (Й. K. Глаубіц)
- Костел Святих Якуба та філіпа в монастирі домініканців, Вільно
- Костел августинців, Вільнюс
- Костел місіонерів, Вільнюс (1751—1756), проект Л. Грінцевич (L. Hryncewicz)
- Костел Святого Рафаїла, Вільнюс
- Костел і монастир кармелітів, Вільнюс
- Костел-кальварія в Верках, неподалік Вільнюса (1755—1772) (Й. K. Глаубіц)
- Костел в Столовичах (Якуб Фонтана та Й. K. Глаубіц)
- Костел Святого Андрія, Слонім
- Собор Св. Софії, Полоцьк
- Костел єзуїтів, Пінськ
- Церква оо. василіян, Березвеччя, нині Вітебська область
- Костел піаров, Лужки (1744-1756)
- Костел бернардинок, Мінськ
- Костел оо. бернардинів, Мінськ
- Костел Святого Войцеха і монастир бенедиктинок, Мінськ
- Костел в Германовичах (Kościół pw. Przemienienia Pańskiego w Hermanowiczach, 1787)
- Костел єзуїтів, Дінебурґ
- Церква Покрови, Вітебськ
- Церква василіян, Талачин, коштом Сангушків
- Костел в Борунах (1747-1756, проект — Олександр Осікевич)
- Костел, Сміловичі
- Костел Архангела Михаїла, садиба Єжно (Jezno, 1768-72), фундатори — Паци (Paców)
- Хрестовоздвиженська церква, Жировичі
- Боговленська церква, Жировичі (обидві 1769)
- Хрестовоздвиженська церква оо. василіян, Бучач

## Архітектори, причетні до віленського бароко

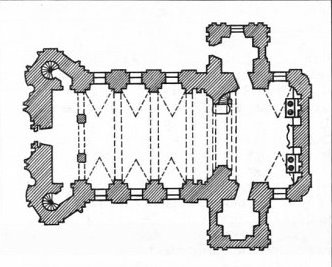
Поземний план фарного костелу Св. Андрія, Слонім.

- Йоган-Кристоф Глаубіц (1700?—1767)
- Ян Готфрід Гофман
- Олександр Осікевич
- Якуб Фонтана (1710—1773)
- Йоган Шильцер
- Л.Грінцевич (або Л.Грінцявічус, лит.)
- Б.Косинский
- Т.Жебраускас
- П.Гоферіс
- Т.Руселіс
- С.Майгіс
- Й.Матекеріс

## Галерея

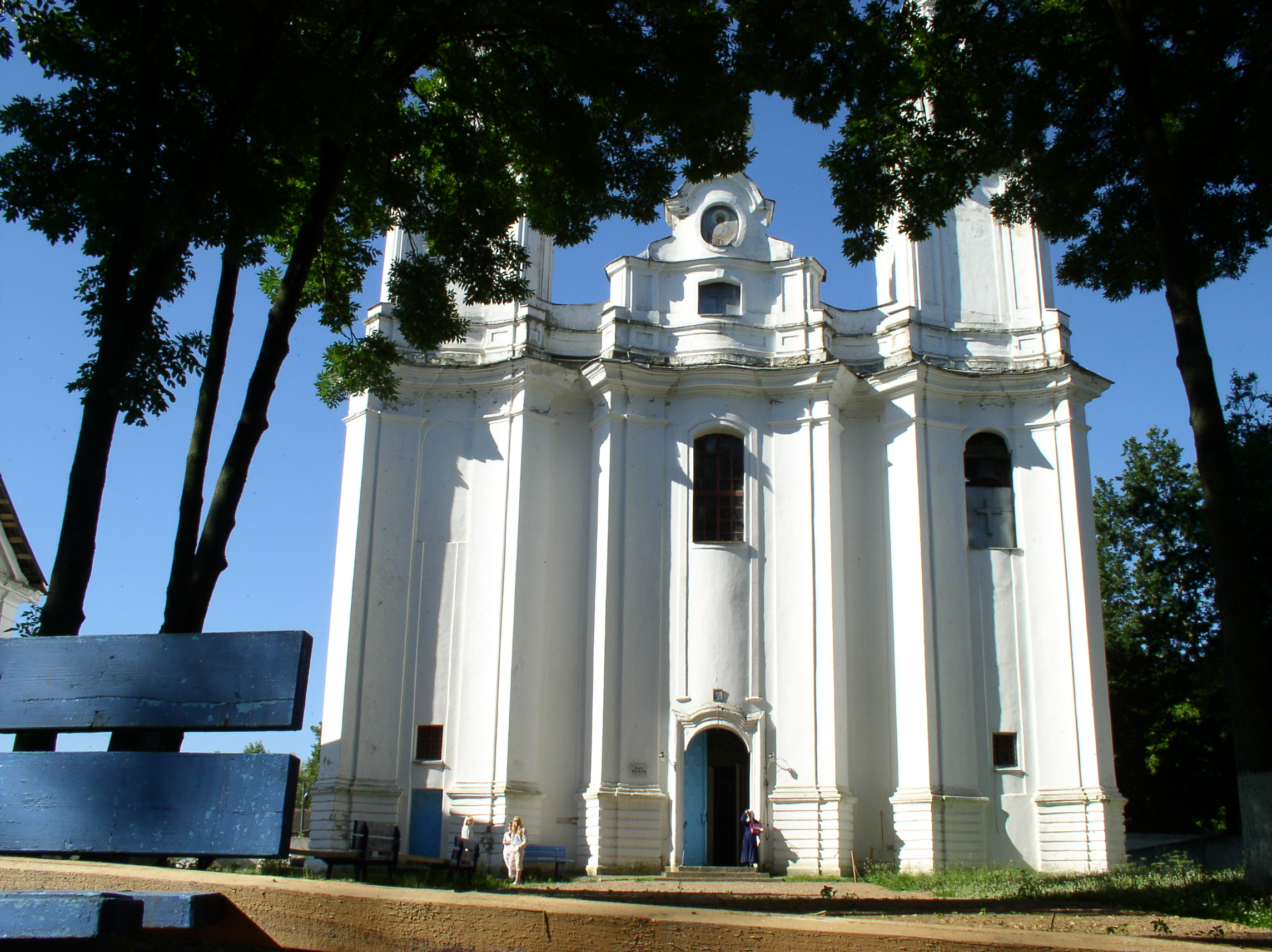
Талачин, Білорусь. Церква Покрови
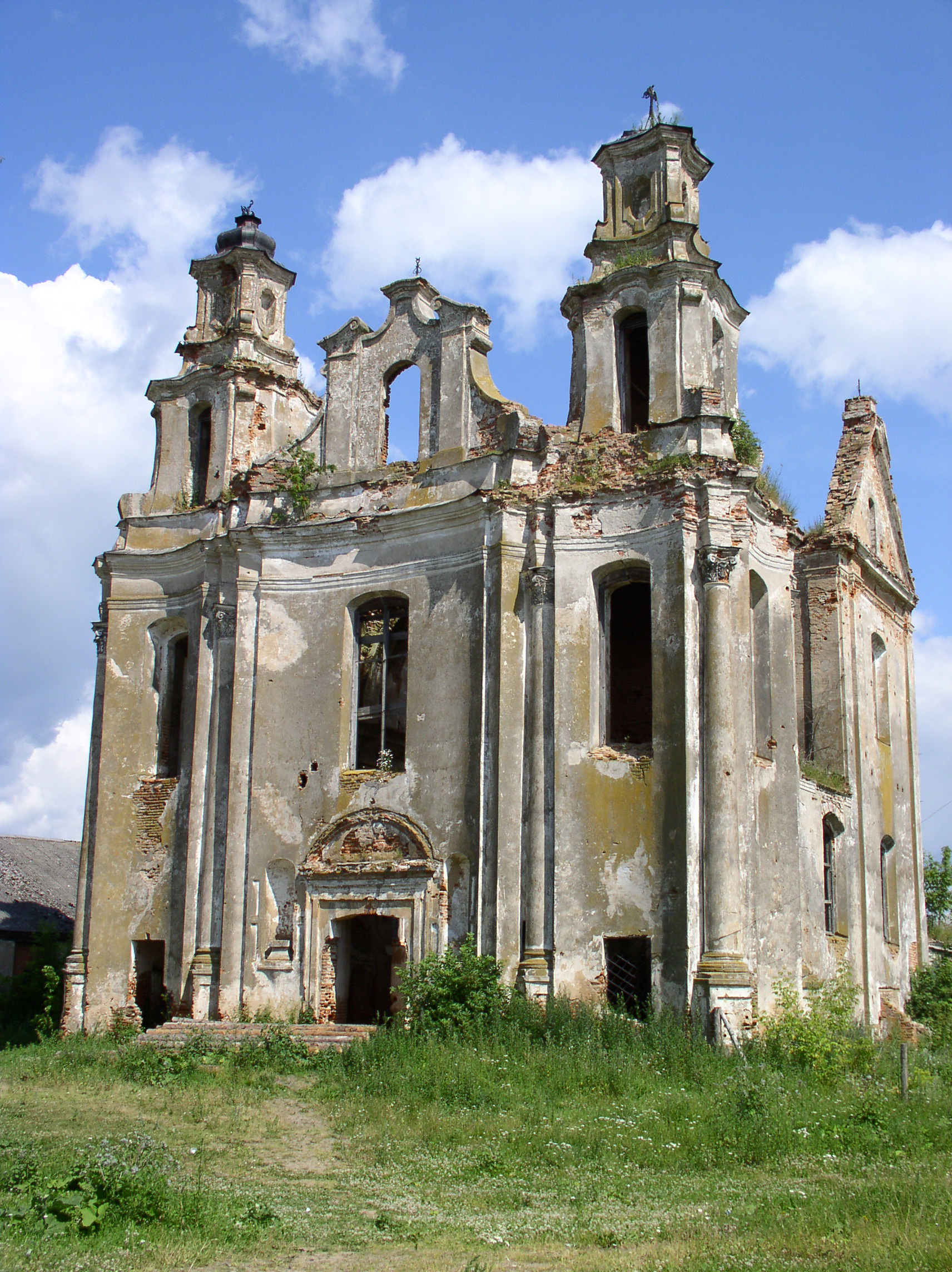
Смаляни, Білорусь. Костел Найсвятішої Панни Марії
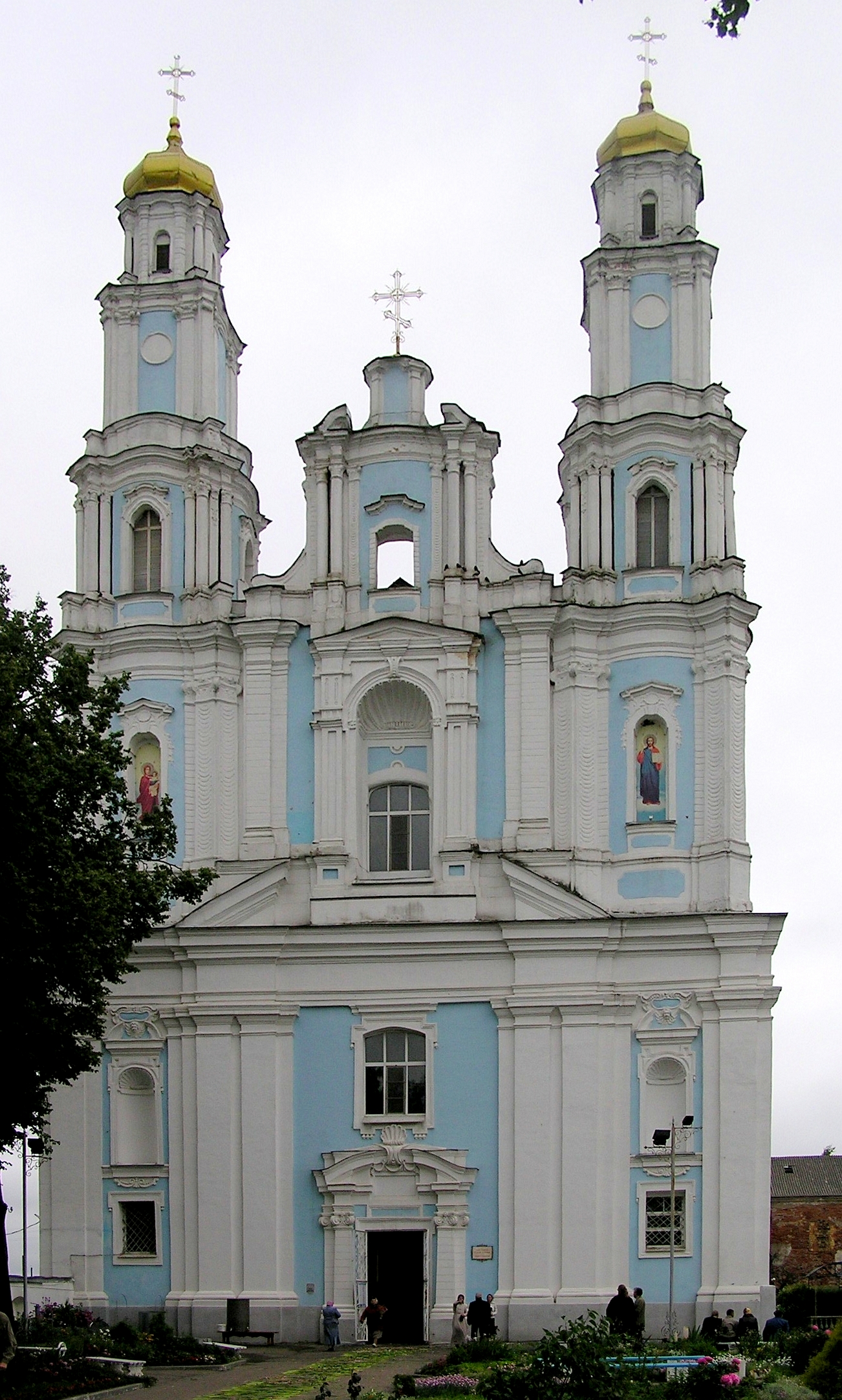
Місто Глибоке, Вітебська обл. Собор Різдва Богородиці
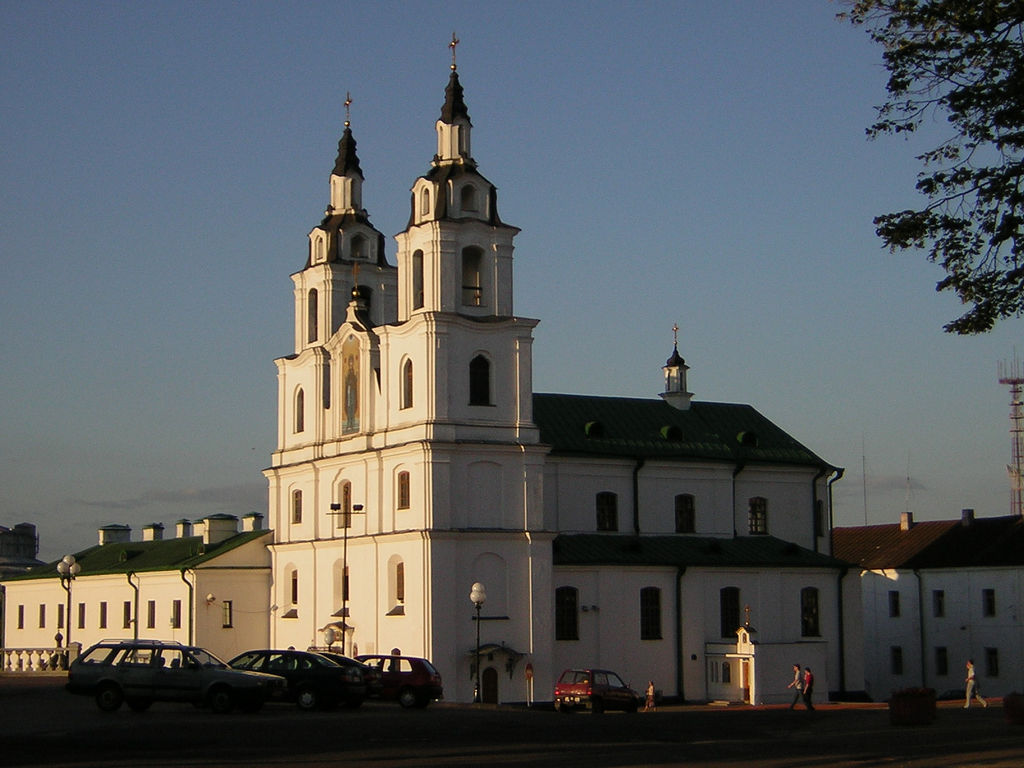
Мінськ, костел Святого Духа
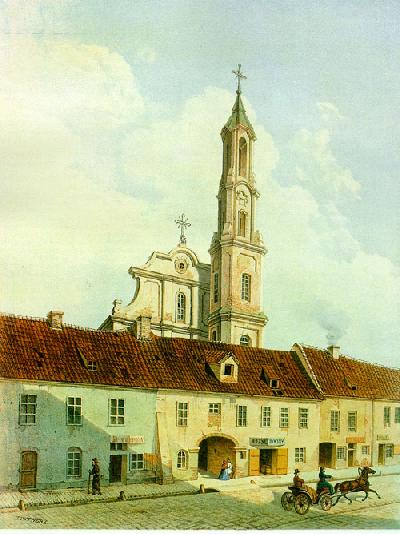
Вільнюс, церква Св. Миколая
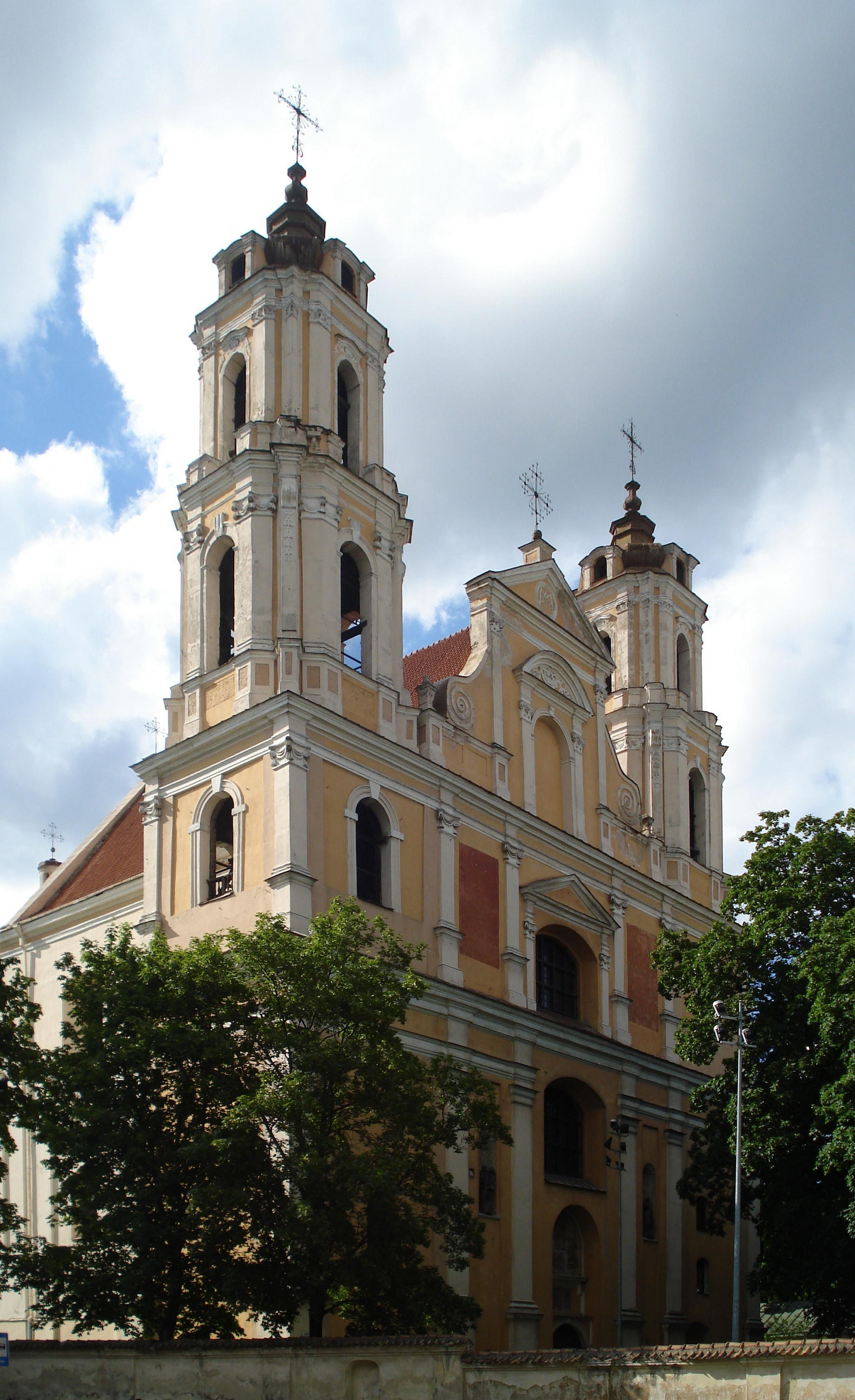
Вільнюс, церква Святих Якуба та Філіпа
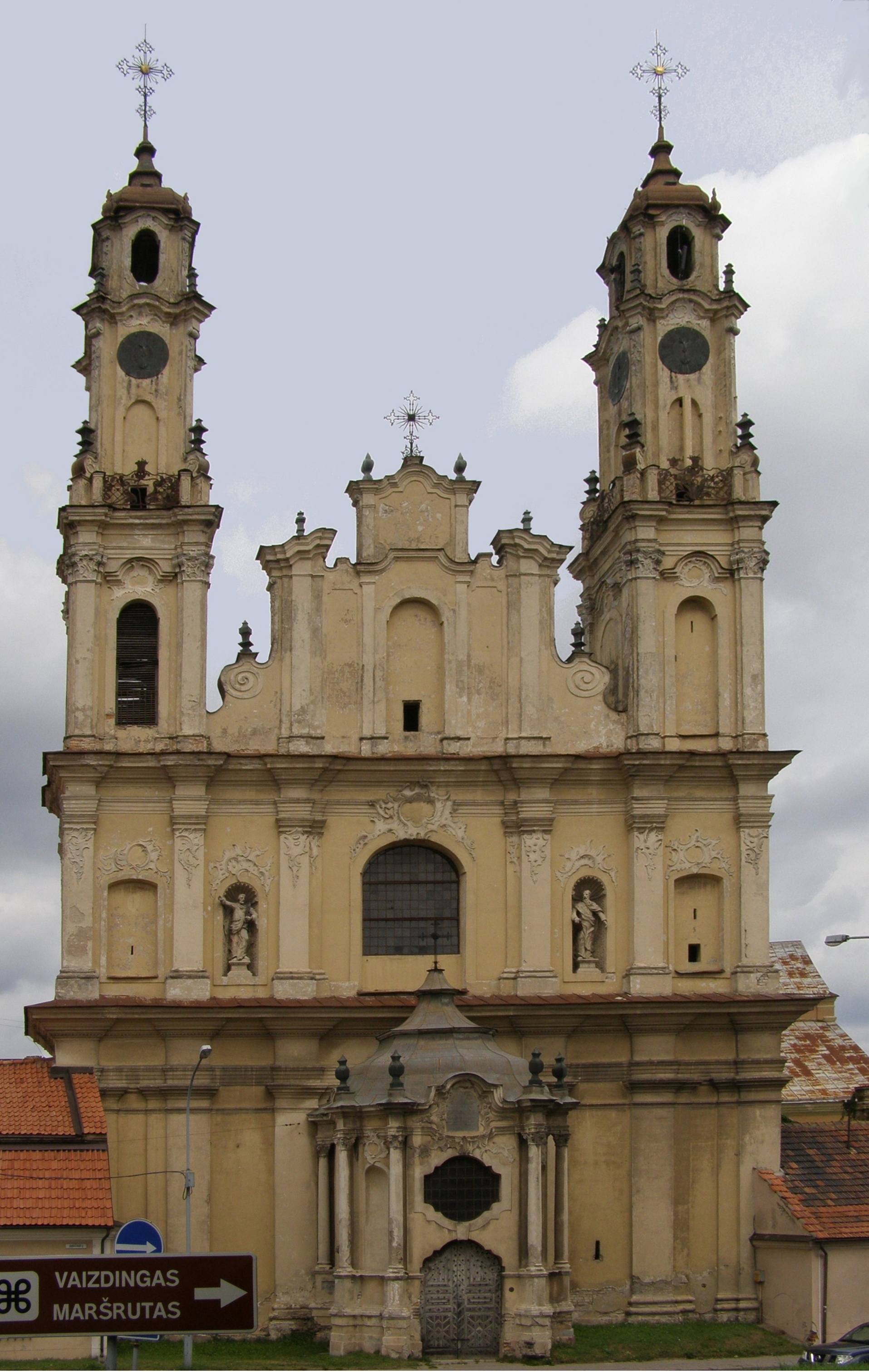
Вільнюс, церква Вознесіння
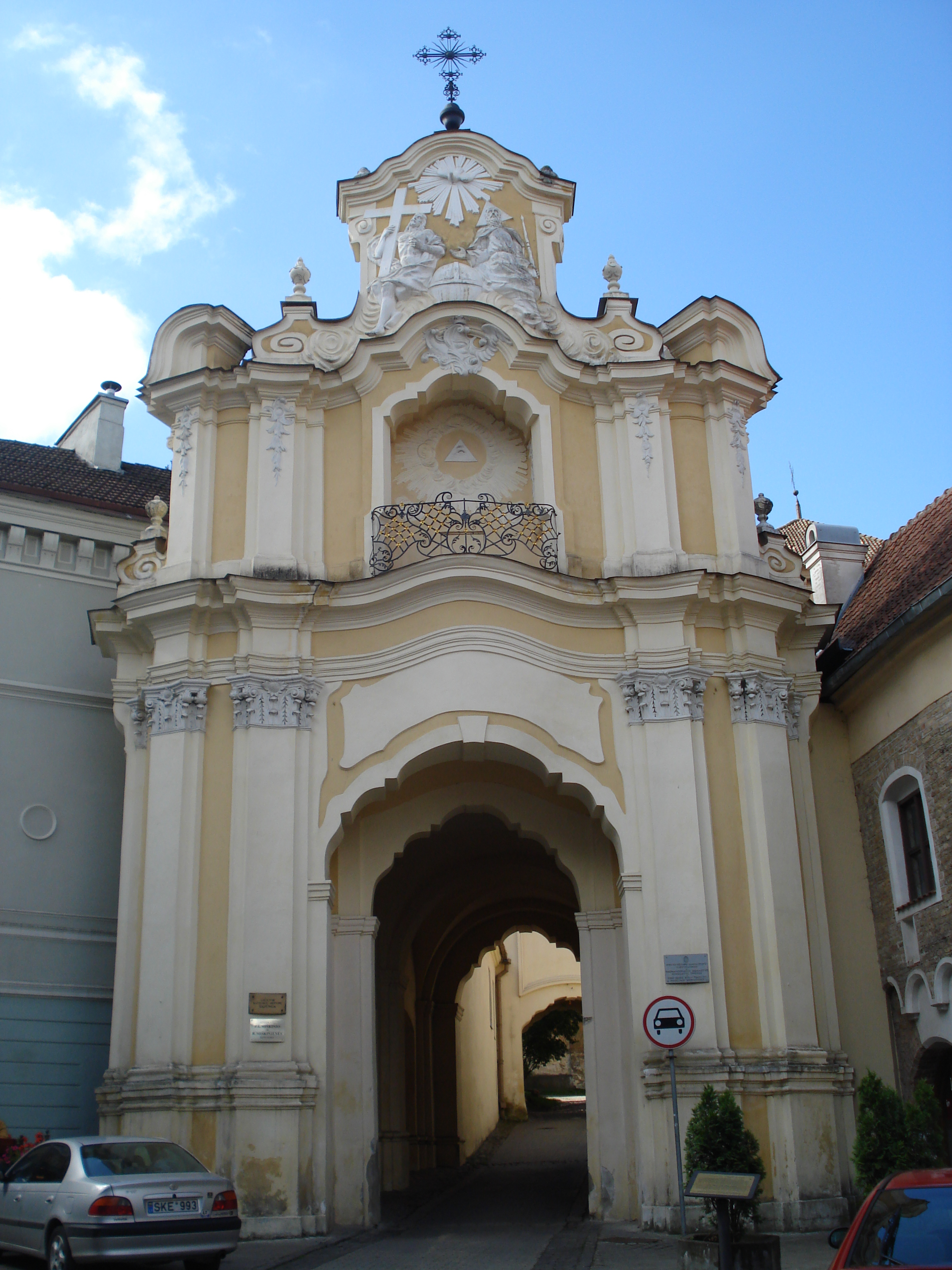
Вільне, брама монастиря василіан Св. Трійці
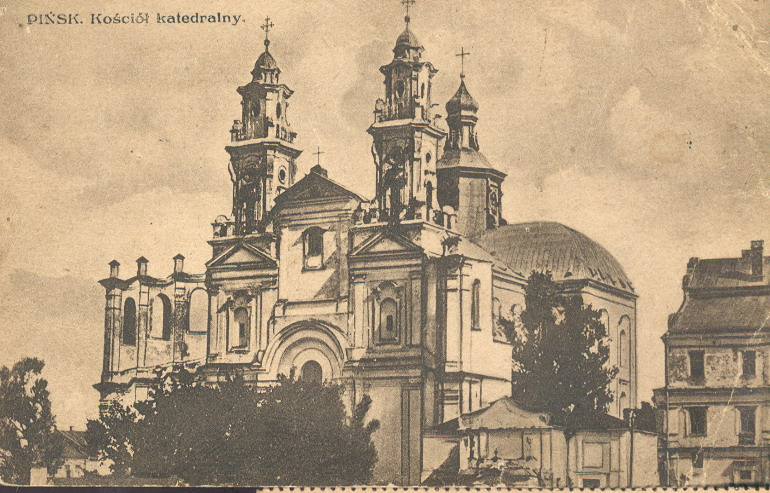
Пінськ, костел єзуїтів
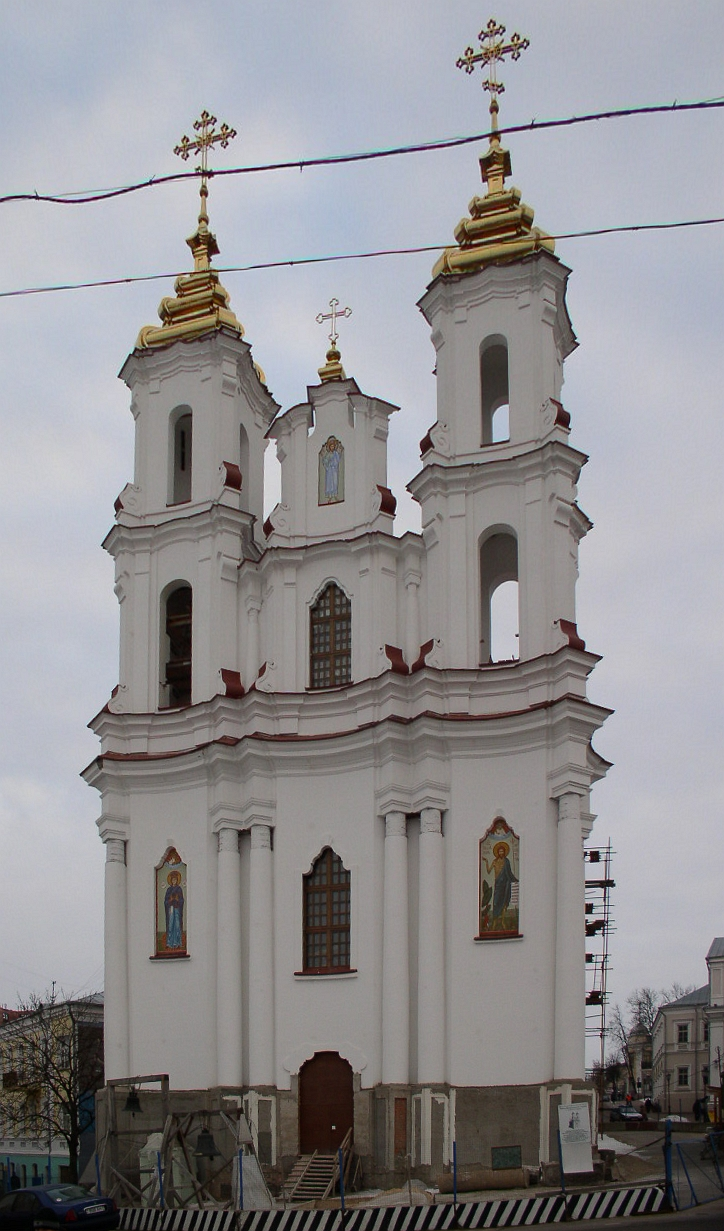
Вітебськ, церква Воскресіння Христова
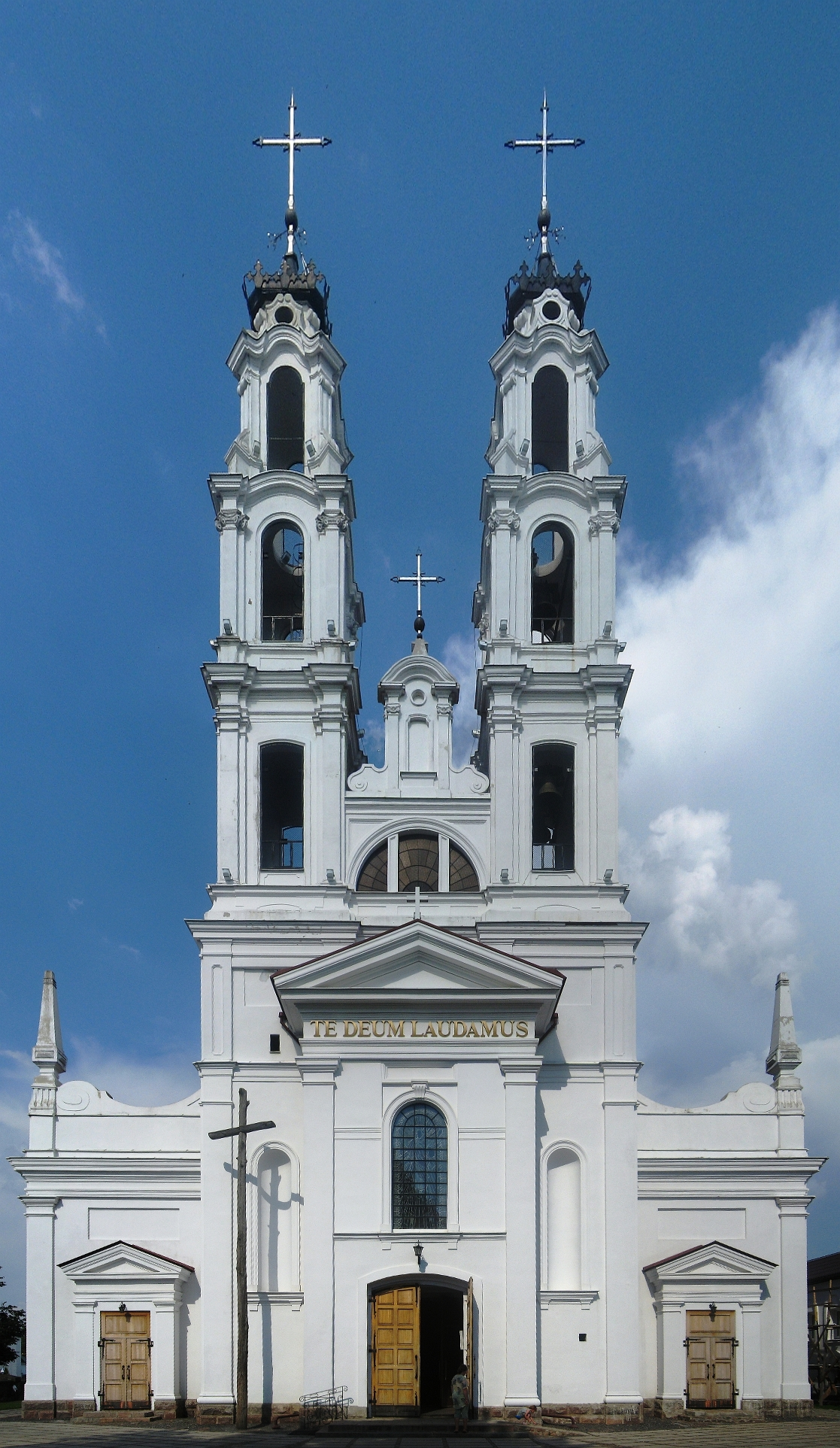
Костел Архангела Михаїла, Ошмяни
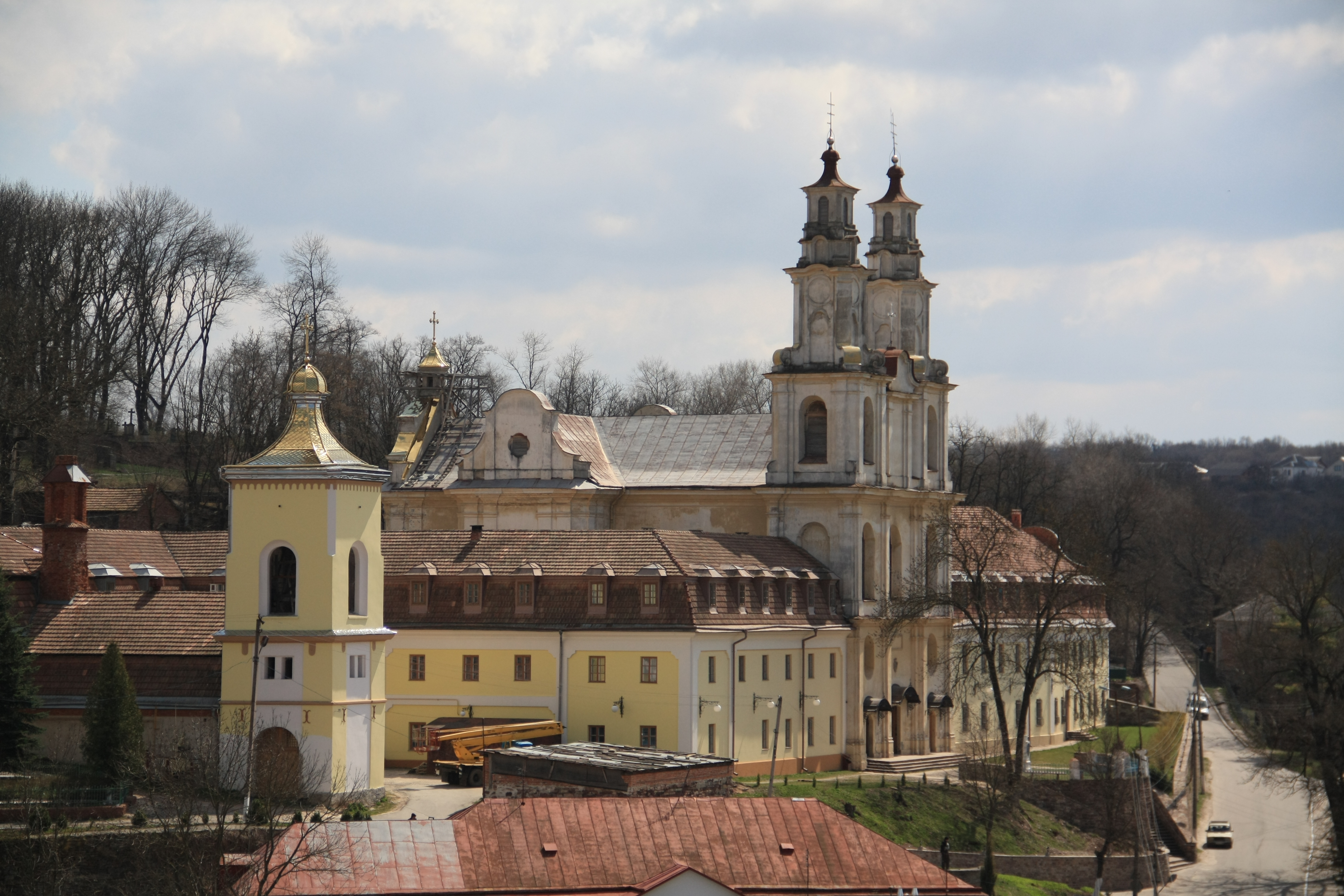
Церква Воздвиження Чесного Хреста, Бучач